# Мішель Барч-Гаклі
Мішель Барч-Гаклі (англ. Michelle Bartsch-Hackley; 12 лютого 1990, Канзас-Сіті, штат Канзас) — американська волейболістка, центральна блокуюча. Чемпіонка Олімпійських ігор. Переможниця Ліги націй, Панамериканського кубка, Ліги чемпіонів ЄКВ і клубної першості світу.

## Клуби
| Роки      | Клуби                         |
| --------- | ----------------------------- |
| 2012—2013 | «Llaneras de Toa Baja»        |
| 2013—2014 | «Роте Рабен» (Фільсбібург)    |
| 2014—2016 | «Дрезднер СК»                 |
| 2016—2017 | «Больцано»                    |
| 2017—2018 | «Унет Е-Ворк» (Бусто-Арсіціо) |
| 2018—2019 | «Ігор Горгонзола» (Новара)    |
| 2019—2020 | «Beijing BAIC Motor» (Пекін)  |
| 2019—2022 | «Вакифбанк» (Стамбул)         |
| 2023—2024 | «Коламбус Ф'юрі»              |

## Досягнення
У збірній
Олімпійські ігри
- Перше місце (1): 2021

Ліга націй
- Перше місце (3): 2018, 2019, 2021

Кубок світу
- Друге місце (1): 2019

Великий кубок чемпіонів світу
- Третє місце (1): 2017

Панамериканський кубок
- Перше місце (1): 2017

У клубах
Ліга чемпіонів ЄКВ
- Перше місце (2): 2019, 2022
- Друге місце (1): 2021

Клубний чемпіонат світу
- Перше місце (1): 2021
- Третє місце (1): 2019

Чемпіонат Німеччини
- Перше місце (2): 2015, 2016
- Друге місце (1): 2014

Кубок Німеччини
- Перше місце (2): 2014, 2016

Чемпіонат Італії
- Друге місце (1):  2019

Кубок Італії
- Перше місце (1): 2019
- Третє місце (1): 2018

Чемпіонат Туреччини
- Перше місце (2): 2021, 2022

Кубок Туреччини
- Перше місце (2): 2021, 2022

Особисті досягнення
- Ліга націй 2019: «Найкраща волейболістка турніру»
- Ліга націй 2021: «Найкраща волейболістка турніру»

## Статистика
Статистика виступів на Олімпійських іграх:
| Рік  | Турнір           | Ігри | Сети | Очки | Ср. | Місце | Примітки |
| ---- | ---------------- | ---- | ---- | ---- | --- | ----- | -------- |
| 2021 | Олімпійські ігри | 8    | 26   | 91   | 3,5 | 1     |          |